# Ariamnes corniger
Ariamnes corniger är en spindelart som beskrevs av Simon 1900. Ariamnes corniger ingår i släktet Ariamnes och familjen klotspindlar. Inga underarter finns listade i Catalogue of Life.